# Liga de Voleibol Superior Masculino 2010
La Liga de Voleibol Superior Masculino 2010 si è svolta nel 2010: al torneo hanno partecipato 9 franchigie portoricane e la vittoria finale è andata per la prima volta ai Gigantes de Carolina.

## Regolamento
È prevista una regular season in cui le otto squadre partecipanti si affrontano fino ad un totale di quattordici incontri, al termine dei quali le prime sei classificate accedono ai play-off scudetto:
- le prime due classificate hanno acceduto direttamente alle semifinali, giocate al meglio delle cinque gare;
- le squadre classificate dal terzo al sesto posto hanno acceduto ai quarti di finale, giocati al meglio delle cinque gare;
- le formazioni vincenti alle semifinali si affrontano in finale, giocando nuovamente al meglio delle cinque gare.

## Squadre partecipanti
Al campionato di Liga de Voleibol Superior Masculino 2010 hanno partecipato 8 franchigie portoricane.
| Club                     | Stagione | Città         | Impianto                         | Stagione precedente                            |
| ------------------------ | -------- | ------------- | -------------------------------- | ---------------------------------------------- |
| Caribes de San Sebastián | dettagli | San Sebastián | Coliseo Luis Aymat Cardona       | 8ª in LVSM                                     |
| Changos de Naranjito     | dettagli | Naranjito     | Coliseo Gelito Ortega            | 5ª in LVSM, quarti di finale play-off scudetto |
| Gigantes de Carolina     | dettagli | Carolina      | Coliseo Guillermo Angulo         | 4ª in LVSM, semifinali play-off scudetto       |
| Indios de Mayagüez       | dettagli | Mayagüez      | Palacio de Recreación y Deportes | 7ª in LVSM                                     |
| Leones de Ponce          | dettagli | Ponce         | Coliseo Salvador Dijols          | 3ª in LVSM, semifinali play-off scudetto       |
| Mets de Guaynabo         | dettagli | Guaynabo      | Coliseo Mario Morales            | 2ª in LVSM, finale play-off scudetto           |
| Patriotas de Lares       | dettagli | Lares         | Coliseo Félix Méndez Acevedo     | 6ª in LVSM, quarti di finale play-off scudetto |
| Plataneros de Corozal    | dettagli | Corozal       | Coliseo Carmen Zoraida Figueroa  | 1ª in LVSM, Campioni di Porto Rico             |

## Torneo

### Regular season

#### Classifica
| Pos. | Squadra                  | Pt | G  | V  | P  | SV | SP | Ratio | PF | PS | Ratio |
| ---- | ------------------------ | -- | -- | -- | -- | -- | -- | ----- | -- | -- | ----- |
| 1.   | Plataneros de Corozal    | 32 | 14 | 11 | 3  |    |    |       |    |    |       |
| 2.   | Gigantes de Carolina     | 29 | 14 | 10 | 4  |    |    |       |    |    |       |
| 3.   | Mets de Guaynabo         | 29 | 14 | 9  | 5  |    |    |       |    |    |       |
| 4.   | Patriotas de Lares       | 27 | 14 | 9  | 5  |    |    |       |    |    |       |
| 5.   | Leones de Ponce          | 20 | 14 | 6  | 8  |    |    |       |    |    |       |
| 6.   | Indios de Mayagüez       | 14 | 14 | 4  | 10 |    |    |       |    |    |       |
| 7.   | Changos de Naranjito     | 13 | 14 | 5  | 9  |    |    |       |    |    |       |
| 8.   | Caribes de San Sebastián | 4  | 14 | 2  | 12 |    |    |       |    |    |       |

      Ammesse alle semifinali play-off scudetto.
      Ammesse ai quarti di finale play-off scudetto.

### Play-off scudetto

#### Tabellone
|  | Quarti | Quarti             | Quarti |  |   | Semifinali           | Semifinali            | Semifinali |  |   | Finale                | Finale               | Finale |
|  |        |                    |        |  |   |                      |                       |            |  |   |                       |                      |        |
|  |        |                    |        |  |   | 1                    | Plataneros de Corozal | 3          |  |   |                       |                      |        |
|  |        |                    |        |  |   | 1                    | Plataneros de Corozal | 3          |  |   |                       |                      |        |
|  |        |                    |        |  |   | 4                    | Patriotas de Lares    | 0          |  |   |                       |                      |        |
|  | 4      | Patriotas de Lares | 3      |  |   | 4                    | Patriotas de Lares    | 0          |  |   |                       |                      |        |
|  | 4      | Patriotas de Lares | 3      |  |   |                      |                       |            |  |   |                       |                      |        |
|  | 5      | Leones de Ponce    | 0      |  |   |                      |                       |            |  |   |                       |                      |        |
|  | 5      | Leones de Ponce    | 0      |  |   |                      |                       |            |  | 1 | Plataneros de Corozal | 0                    |        |
|  |        |                    |        |  |   |                      |                       |            |  | 1 | Plataneros de Corozal | 0                    |        |
|  |        |                    |        |  |   |                      |                       |            |  |   | 2                     | Gigantes de Carolina | 3      |
|  | 3      | Mets de Guaynabo   | 3      |  |   |                      |                       |            |  |   | 2                     | Gigantes de Carolina | 3      |
|  | 3      | Mets de Guaynabo   | 3      |  |   |                      |                       |            |  |   |                       |                      |        |
|  | 6      | Indios de Mayagüez | 0      |  |   |                      |                       |            |  |   |                       |                      |        |
|  | 6      | Indios de Mayagüez | 0      |  | 2 | Gigantes de Carolina | 3                     |            |  |   |                       |                      |        |
|  |        |                    |        |  | 2 | Gigantes de Carolina | 3                     |            |  |   |                       |                      |        |
|  |        |                    |        |  |   | 3                    | Mets de Guaynabo      | 2          |  |   |                       |                      |        |
|  |        |                    |        |  |   | 3                    | Mets de Guaynabo      | 2          |  |   |                       |                      |        |

## Premi individuali
| Premio                   | Giocatrice       | Squadra               |
| ------------------------ | ---------------- | --------------------- |
| MVP della Regular Season | José Rivera      | Gigantes de Carolina  |
| MVP delle finali         | José Rivera      | Gigantes de Carolina  |
| Miglior palleggiatore    | Fernando Morales | Plataneros de Corozal |
| Miglior libero           | Joel Rivera      | Gigantes de Carolina  |
| Miglior esordiente       | Steven Morales   | Plataneros de Corozal |
| Rising star              | -                | -                     |
| Miglior ritorno          | Ángel Aja        | Gigantes de Carolina  |
| Migliore allenatore      | Arcángel Ruiz    | Gigantes de Carolina  |
| Migliore presidente      | Gerardo Negrón   | Gigantes de Carolina  |
| All-Star Team            | Fernando Morales | Plataneros de Corozal |
| All-Star Team            | José Rivera      | Gigantes de Carolina  |
| All-Star Team            | Ezequiel Cruz    | Plataneros de Corozal |
| All-Star Team            | Edwin Montaño    | Mets de Guaynabo      |
| All-Star Team            | Víctor Ruiz      | Changos de Naranjito  |
| All-Star Team            | Josué Núñez      | Plataneros de Corozal |
| All-Star Team            | Joel Rivera      | Gigantes de Carolina  |
| Offensive Team           | José Rivera      | Gigantes de Carolina  |
| Offensive Team           | Edwin Montaño    | Mets de Guaynabo      |
| Offensive Team           | Víctor Rivera    | Mets de Guaynabo      |
| Offensive Team           | Ezequiel Cruz    | Plataneros de Corozal |
| Offensive Team           | Yosleyder Cala   | Leones de Ponce       |
| Offensive Team           | Juan Figueroa    | Plataneros de Corozal |